# 歐洲語言日
欧洲语言日为每年的9月26日，该节日由欧洲委员会在2001年12月6日，即2001年欧洲语言年的结尾宣布的。其目的是鼓励欧洲的语言学习。

## 目标
欧洲语言日的总体目标是：
- 提醒公众注意语言的重要性、学习和多样化，以扩大学语言的范围、推广多语制和文化传播；
- 促进欧洲语言和文化多样性；
- 鼓励在学校内或学校外进行终身语言学习。

为了达成这些目标，欧洲语言日鼓励各个年龄段的年轻人使用一种语言，或以他们现有的语言技能为荣。此外，鼓励那些负责提供语言学习机会的人尽力让人们更容易地学习各种语言，支持促进语言推广的政策倡议。欧洲语言日也强调学习英语以外的其他欧洲语言。
欧洲语言日当天，欧洲组织了一系列活动，包括儿童活动，电视和广播节目，语言课程和研讨会。这些活动不是由欧洲委员会或欧洲联盟组织的，也不为欧洲语言日分配特别资金（除当时现有语言计划外）。成员国和潜在合作伙伴可以自由组织活动。为了协调在国家级组织的活动，欧洲委员会要求参加国提名当天的“国家接转人员”。英国（已脱欧）的国家中继站是CILT国家语言中心。

## 欧洲语言
欧洲大约有225种当地语言，约占世界总数的3％。大多数欧洲语言属于印欧语系。
18世纪末以来，就地理和讲母语的人数综合而言，欧洲使用最广泛的语言是俄语，前者取代了法语。若仅以说母语的人数计算，约有1.5亿欧洲人以俄语为日常语言，其次分别是德语，约9500万人；土耳其语，约8000万人；英语和法语，两者各有6500万人日常使用；意大利语，约6000万人；西班牙语和波兰语（各4000万人）；乌克兰语，约3000万人和罗马尼亚语约2600万人。就外语学习而言，英语是目前欧洲最受欢迎的外语，其次是德语，法语，意大利语，俄语和西班牙语。

## 多语制
根据欧盟的调查“欧洲人及其语言”（"Special Eurobarometer 243"，2006年2月），56％的欧盟公民 （25个成员国）说的语言不是母语，但44％的人承认除了他们的母语以外不懂其他语言。但是，有28％的人会说两种外语。在欧盟公民中，有38％的人说他们会英语，其次是14％的人说法语或德语，7％的俄语，5％的西班牙语和3％的意大利语。典型的多语种欧洲人是学生或在企业中担任管理职位的人，或出生在其父母的语言与该国家的主要语言不同的国家或地区的人。
随着越来越多的移民和难民涌入欧洲，欧洲城市变得越来越多语言化。例如，在莫斯科和圣彼得堡，许多新移民使用乌克兰语，罗马尼亚语，亚美尼亚语，塔塔尔语，阿塞拜疆语，塔吉克语，汉语或其他多种语言中的一种；在伦敦则约有300种语言被使用，包括英语、法语、汉语、波兰语、俄语、西班牙语、葡萄牙语、阿拉伯语、孟加拉语、土耳其语、库尔德语、柏柏尔语、印地语、乌尔都语、旁遮普语等。
欧洲联盟在其机构运作中和对其公民的目标中都坚持鼓励使用多种语言（多语制）的政策。在2002年于巴塞罗那举行的欧盟峰会上，欧盟设定了一个目标，要求儿童从小就学习至少两种外语。使用多语制与欧洲的雇佣和欧洲经济息息相关。欧盟每年花费超过3000万欧元，通过苏格拉底计划和达芬奇计划促进语言学习和语言多样性。